# 밴브리지구

밴브리지 구의 위치

밴브리지구(영어: Banbridge District, 아일랜드어: Ceantar Dhroichead na Banna)는 2015년까지 존재했던 북아일랜드의 옛 구였다. 행정 중심지는 밴브리지이며 면적은 453km2, 인구는 48,000명(2010년 기준), 인구 밀도는 106명/km2이다.

## 구 정보
- 행정 중심지: 밴브리지
- 면적: 453km2
- 인구: 48,000명 (2010년 기준)
- 인구 밀도: 106명/km2
- ISO 3166-2 코드: GB-BNB
- ONS 코드: 95Q
- 종교 분포: 천주교 31.5%, 개신교 66.0%

## 같이 보기
- 북아일랜드의 행정 구역